# Ifni
```
   |-
       |
Erro:
:  
valor não especificado para "
nome_comum
"
```

Ifni foi um antigo território colonial espanhol, localizado em Marrocos, entre 1934 e 1969.

## Localização
O antigo território espanhol de Ifni situa-se na zona atlântica do sul de Marrocos, num espaço geográfico entre a foz dos rios (ued) Massa a norte e Draa a sul. Atualmente, desde 2010, é parte administrativa da província de Sidi Ifni, que inclui, para além do antigo Ifni espanhol, a área de Mirleft a norte e o circulo de Lakhsas a leste, abrangendo-o dentro do Região Guelmim-Oued Noun desde 2015. Anteriormente, fazia parte da Província de Tiznit na região de Souss-Massa-Draa.

## História

### Santa Cruz de la Mar Pequeña
Em 1476 Diego García de Herrera fundou em algum lugar na costa atlântica Marroquina, a sul de Agadir um estabelecimento a que chamou de Santa Cruz de la Mar Pequeña. Permaneceu em mãos espanholas até 1524, quando foi abandonada diante dos ataques dos berberes na área. Não há evidências que mostrem que a atual cidade de Sidi Ifni fica no antigo assentamento.

### Guerra de África
A Guerra de África, foi travada a partir da declaração de guerra da Espanha a Marrocos em 22 de outubro de 1859 até ao Tratado de Wad-Ras, assinado em 26 de abril de 1860. Começou com um conflito sobre as fronteiras da cidade espanhola de Ceuta e foi travada no norte de Marrocos. Marrocos pediu a paz depois da vitória espanhola na Batalha de Wad-Ras.

### Tratado de Wad-Ras
O Tratado de Wad-Ras, assinado em Tetuão a 26 de Abril de 1860, foi um acordo diplomático assinado entre os reinos de Espanha e de Marrocos, que terminou a Guerra da África. Uma das clausulas do tratado determinava que seria cedido em perpetuidade para a Espanha um território em torno da fortaleza de Santa Cruz de la Mar Pequeno, que se havia estabelecido na costa atlântica nos tempos de Isabel, a Católica. Este território passou a ser chamado, posteriormente de Ifni.
Artigo 8º, do Tratado de Wad-Ras: «Sua Majestade Marroquina compromete-se a conceder perpetuamente a Sua Majestade Católica, na costa do Oceano, próximo de Santa Cruz la Pequena, território suficiente para a formação de um estabelecimento piscatório como aquele que a Espanha já lá teve. Para cumprir o que foi acordado neste artigo, os Governos de Sua Majestade o Católico e de Sua Majestade o Marroquino concordarão previamente. que deve nomear comissários de ambos os lados indicar os terrenos e os limites que o referido estabelecimento deve ter».

### Soberania Espanhola
Marrocos reconheceu a Espanha o direito de estabelecer um território na costa atlântica pelo Tratado de Wad-Ras, no entanto não se sabia da localização exata da antiga fortaleza de Santa Cruz do Mar Pequeno, o que levou a que a ocupação desse território fosse adiada até 1934.

### Fundação do Território de Ifni
Os espanhóis tomaram posse formal do território de Ifni em 6 de abril de 1934, pressionados pela França e com a passividade dos habitantes locais que, dadas as circunstâncias, preferiam a presença espanhola à francesa e a expectativa de não terem que pagar tributos ao sultão de Marrocos. A capital seria chamada de Sidi Ifni e seria construída num aduar chamado Amezdog, pertencente ao Kabyle El Mesti da tribo berbere Ait-Baamarani e onde só havia uma pequena construção. Em apenas três anos, passou de um acampamento ocasional e alguns quartéis para a construção de seiscentas casas ou edifícios. A cidade não parou de crescer nos anos seguintes.

### Guerra de Ifni
Desde que Marrocos conquistou a independência em 1956, reivindicou o território. Em agosto de 1957 Marrocos alegou que o tratado franco-espanhol de 1912 havia sido revogado. No final de 1957, as forças irregulares marroquinas atacaram. Os ataques começaram em 23 de novembro de 1957, dando início à Guerra Ifni, que ocorreu nos territórios da África Ocidental Espanhola . No entanto, a cidade de Sidi Ifni era abastecida por mar e ar e protegida por postos avançados. Inicialmente, grande parte dos militares eram principalmente soldados substitutos, além de um número muito menor de indígenas, especialmente no Grupo de Atiradores Ifni e da Polícia Territorial. Sidi Ifni não foi diretamente afetado pelos eventos militares. Estes ocorreram no interior do território. Do lado espanhol, decidiu-se finalmente estabelecer um perímetro defensivo mais denso e mais difícil de infiltrar e, além disso, mais fácil de sustentar e abastecer, perto da cidade de Sidi Ifni (entre 8 e 10 km do centro da cidade, dependendo da área), abandonando a maior parte de um território árido que teria sido muito mais caro de defender sem vantagem apreciável. Essas posições defensivas, bastante numerosas, e as trilhas de terra que as conectam, ainda são perfeitamente visíveis. No final do conflito, a maior parte do território interior de Ifni havia sido abandonada. O contingente militar recuou em torno de Sidi Ifni, onde foi estabelecido um perímetro defensivo que durou até 1969. No dia 1º de abril de 1958 Espanha e Marrocos assinaram o Tratado de Angra de Cintra, onde a Espanha cedia o Cabo Juby (com sua capital em Villa Bens) a Marrocos a partir de junho de 1958.

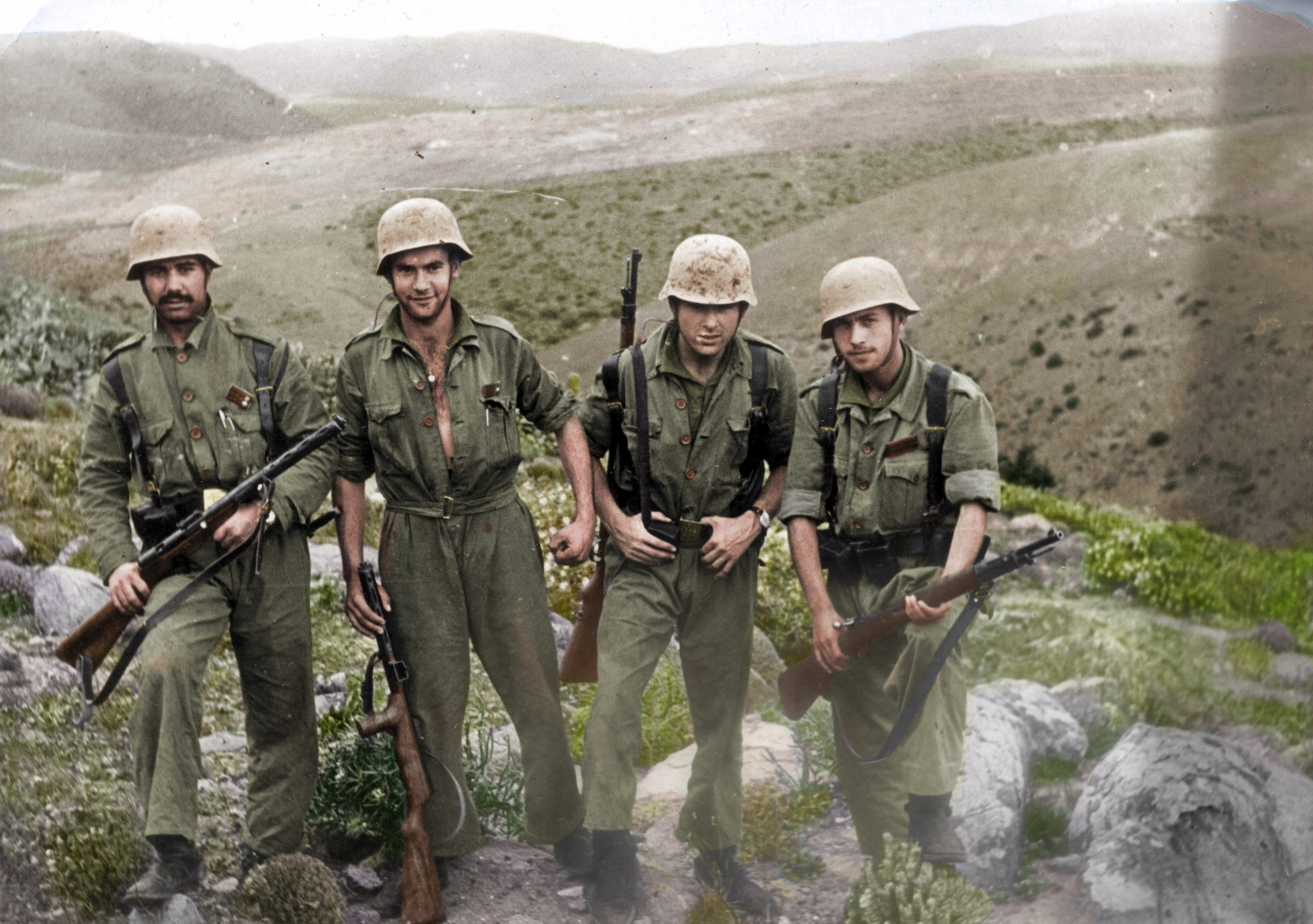
Soldados Espanhóis em Ifni.
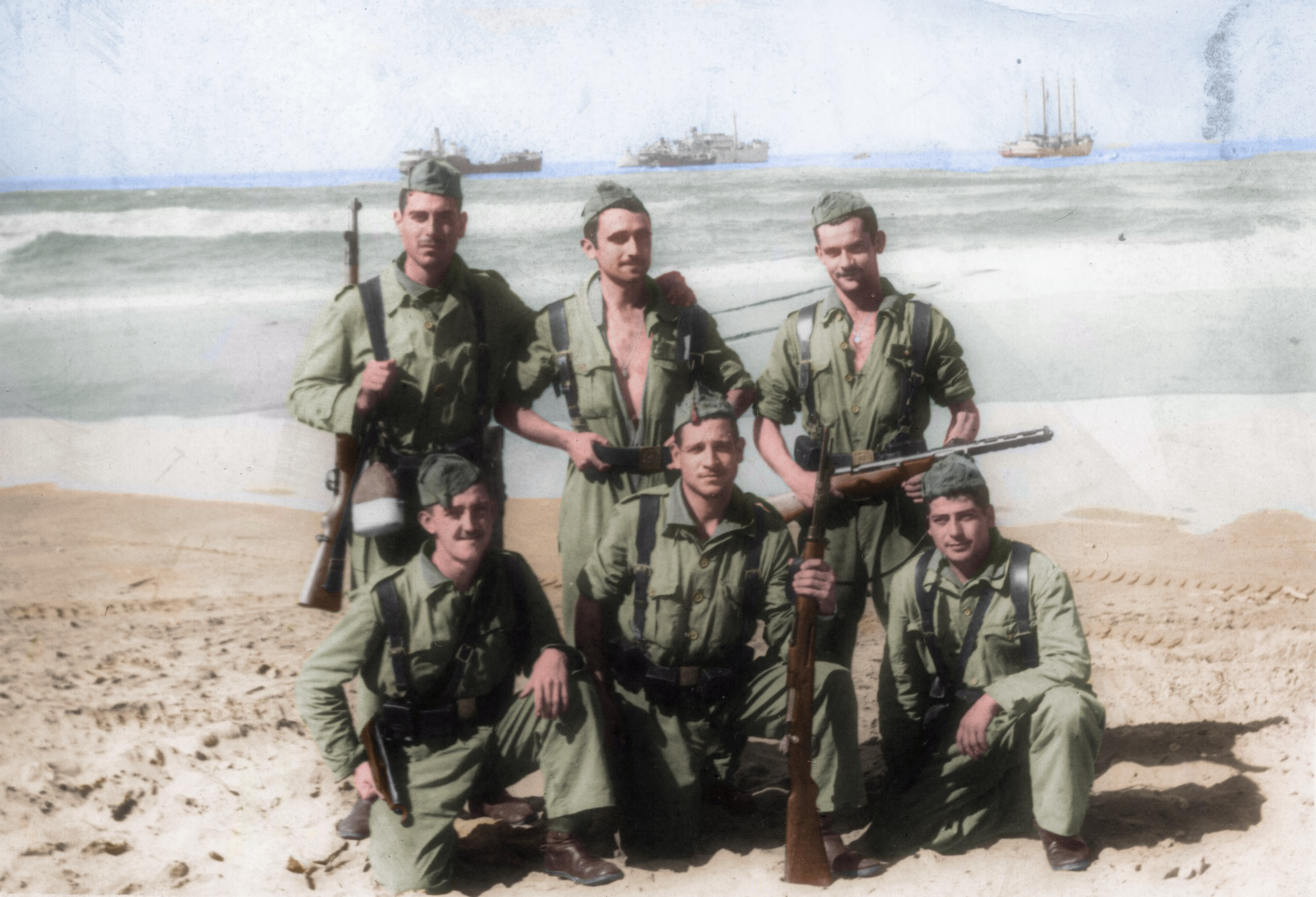
Desembarque de soldados Espanhóis em 1957.

### A 51ª província Espanhola
Após a guerra de Ifni os territórios que Espanha controlava passaram a constituir a 51ª província espanhola, tendo a cidade de Sidi Ifni como capital. Essa província era Governada por um Governador-Geral, sendo territorialmente e na prática, apenas um núcleo populacional, a cidade de Sidi Ifni.

### O retrocesso para Marrocos
Em 14 de dezembro de 1960 a resolução 1514 das Nações Unidas sobre a descolonização, incluiu Ifni como um território não autônomo. Em 16 de dezembro de 1965 a resolução das Nações Unidas 2017 insta o governo da Espanha, como potência administrante, a descolonizar os territórios de Ifni e do Saara Ocidental. Estas duas resoluções vão levar a Espanha a iniciar negociações com o Marrocos, que terminarão com o Tratado de Retrocessão ,assinado em Fez em 4 de janeiro de 1969.
Em 30 de junho de 1969, a bandeira espanhola foi baixada de Sidi Ifni e a Espanha devolveu Ifni a Marrocos.

## Fronteiras
As fronteiras do território foram definidas pelo Tratado Hispano-Francês do Protetorado de Marrocos de 1912. Assim, o artigo 3º do tratado estabeleceu os seguintes limites: «A norte, o rio Bou Sedra, desde a sua foz; para o sul, o rio Noun, desde a sua foz; a leste, uma linha a aproximadamente 25 km da costa. Da mesma forma, o artigo 4.º previa que uma comissão Hispano-Francesa  estabelece-se os limites exatos no terreno, podendo «ter em conta não só os acidentes topográficos, mas também contingências locais». No entanto a diferente interpretação por parte de ambos os países do tratado de 1912 fez com que a sua delimitação tivesse um carácter provisório desde o seu início em 1934, até à independência de Marrocos em 1956. As fronteiras nunca foram efetivamente definidas, no entanto os limites aceites indicam uma extensão norte-sul próxima dos 70 km e largura este-oeste de cerca de 30 km, tendo assim uma superfície aproximada de 2.000 km². Tradicionalmente a área atribuída ao território era de 1.500 km².

## Estatuto politico
Entre 1934 até 1952 Ifni teve o estatuto de colônia, em 1952 passou a fazer parte da África Ocidental Espanhola, entidade que agrupava as colônias do Saara Espanhol e do Cabo Juby, com capital em Villa Bens. A  partir de 1958 até 1969 Ifni teve o estatuto de província Espanhola.

### Divisão administrativa
O território dividia-se em três distritos: Distrito Central com sede em Sidi Ifni, Distrito Norte com sede em Tiugsá, Distrito Sul com sede em Telata Isbuia.

## Demografia

### Crescimento demográfico
O crescimento demográfico do território de Ifni foi o seguinte:
|         |            | Habitantes | Habitantes  | Habitantes  | Habitantes | Habitantes |
|         | Tipo       | Total      | Marroquinos | Marroquinos | Europeus   | Europeus   |
| ------- | ---------- | ---------- | ----------- | ----------- | ---------- | ---------- |
| Em 1940 | Censos     | 30 000     |             |             | 707        |            |
| Em 1950 | Censos     | 38 295     | 36 028      |             | 2 267      |            |
| Em 1951 | Estimativa | 34 115     | 32 004      |             | 2 111      |            |
| Em 1954 | Estimativa | 41 545     | 38 550      |             | 2 995      |            |
| Em 1955 | Estimativa | 43 183     | 39 868      |             | 3 318      |            |
| Em 1956 | Estimativa | 44 686     | 41 186      |             | 3 500      |            |
| Em 1957 | Estimativa | 48 309     | 45 162      |             | 3 147      |            |
| Em 1958 | Estimativa | 51 521     | 46 903      |             | 4 618      |            |
| Em 1959 | Estimativa | 52 995     | 48 236      |             | 4 759      |            |
| Em 1960 | Censos     | 49 889     | 41 670      | 83,5%       | 8 219 (*1) | 16.5 %     |
| Em 1965 | Estimativa | 52 536     | 43 160      | 82,2%       | 9 376      | 17,8%      |

(*1) O numero de mulheres era de 1.162 e de homens era de 7.057. A diferença de números entre mulheres e homens deve-se ao facto de os homens serem militares destacados em Ifni.

### Demografia por distrito
O território estava dividido em três distritos, sendo a sua demografia a seguinte: Distrito do centro:7.991 habitantes (em 1950), Distrito norte:11.780 habitantes (em 1950), Distrito Sul:15.532 habitantes (em 1950).

#### Povoados
Em 1950 os principais povoados do território eram: Imstiten (3.238 hab.), Ait Abdel-la (2.710 hab.), Ait En-Nus (5.299 hab.), Ait lazza (1.149 hab.), Ait Itjelf (3.387 hab.), Ait el Joms (6.995 hab), Isbuia (6.047 hab.), Tiliuin (2.449 hab).

### Etnias
A população de Ifni é maioritariamente de origem amazigue (berbere), pertencente à confederação Ait Baamrane, uma aliança formada pelas tribos ou Cabilas de Ait Bubeker (Ait Ijelf e Ait Ennus) e Ait Iazza a norte, Ait Abdalah a leste, Mesti ou Imstiten no centro, Ait el Joms a sudeste e Isbuia a sul (o mais arabizado).

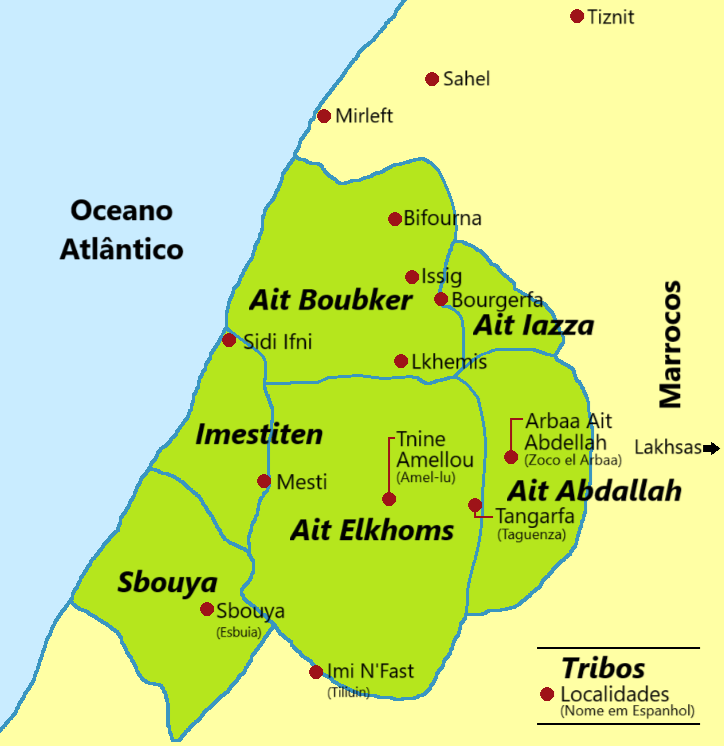
Distribuição tribal existente, no território povoado pelas tribos da confederação dos Ait Baamrane.

### Religião
Um aspecto fundamental da gestão política espanhola na área foi o reconhecimento e respeito pelos usos e costumes da população Ait-Baamarani, bem como suas crenças religiosas. Por exemplo, a Espanha forneceu os meios para a construção de mesquitas e para a educação corânica de crianças muçulmanas em idade escolar. Era um princípio perfeitamente conhecido e respeitado proibir qualquer tipo de proselitismo religioso cristão.

## Geografia

### Relevo
O ponto mais alto do território era o El Yebel Bu Mesquidam com 1.252 metros, seguido pelo El Yebel Tual com 1.200 metros.

### Hidrologia
Os rios atravessam o território de Leste para Oeste, sendo os dois mais importantes o Wad Ifni e o Wad Assaka.

## Infraestruturas
Em 1961 foi construída um aeroporto, que contava com instalações auxiliares, uma torre de controle e terminais de carga e passageiros. Em 1967, foi inaugurado o porto do teleférico.